# Jákup á Borg
Jákup á Borg (* 26. října 1979, Tórshavn) je faerský fotbalový útočník a bývalý reprezentant, od roku 2008 hráč klubu B36 Tórshavn. Hraje na postu hrotového útočníka nebo na pravém křídle.

## Klubová kariéra
- B36 Tórshavn (mládež)
- B36 Tórshavn 1996–2004
- →  Odense BK (hostování) 2003–2004
- HB Tórshavn 2004–2008
- B36 Tórshavn 2008–

## Reprezentační kariéra
Nastupoval za faerské mládežnické fotbalové reprezentace U17 a U19.
V A-mužstvu Faerských ostrovů debutoval 19. 8. 1998 v kvalifikačním utkání v Sarajevu proti reprezentaci Bosny a Hercegoviny (prohra 0:1). Celkem odehrál v letech 1998–2010 za faerský národní tým 61 zápasů a vstřelil 2 branky.